# 欧洲邮电管理委员会
欧洲邮电管理委员会（英语：Confederation of European Posts and Telecommunications，简称CEPT）是欧盟的邮政及电信业务主管部门。
CEPT在欧洲的邮政与电信产业发展中起到了重要的作用。如在1982年，CEPT就启动了GSM的研究项目；一直到1989年, ETSI才从CEPT接手这一项目。在GSM的发展过程中，CEPT对协调各国的不同意见，包括技术上与产业政策上的不同意见。GSM的成功，使得欧洲企业在第二代移动通讯以及整个90年代中获得了显著的优势。目前GSM已经占据整个移动通信市场的86%（2006年）。